# Tobermore
Tobermore (An Tobar Mór in gaelico irlandese) è un villaggio dell'Irlanda del Nord, situato nella contea di Londonderry.